# Notelaea venosa
Notelaea venosa es un arbusto o árbol muy común en el este de Australia. Crece en los bosques lluviosos desde Lakes Entrance, Victoria (37° S) hasta Cunningham's Gap (27° S) en el sureste de Queensland. Nombres comunes incluyen Olivo mock venoso (Veined Mock-olive), Olivo mock liso (Smooth Mock-olive) y Olivo mock de hojas largas (Large-leaved Mock-olive). Se le ve con frecuencia en áreas disturbadas en Sídney.

## Descripción
Usualmente como un arbusto tupido de 3 metros de alto. Pero ocasionalmente puede ser ocasionalmente grande, de hasta 16 metros de alto y un diámetro de 25 cm en el tronco. El tronco es con frecuencia torcido, sin contrafuertes de rebordes. La corteza café grisácea es más bien lisa, pero a veces con algunas irregularidades escamosas. Las ramillas tienen pequeñas lenticelas blancas o café pálidas, delgadas y redondas en sección de cruz.

### Hojas
Verdes, opacas, rígidas, delgadas y parecidas superficialmente a las del eucalipto. Las hojas son prominentemente venosas por ambos lados. Los márgenes son enteros, sin embargo a veces ligeramente ondulados. Las venas son de patrón regular y uniforme, contrastando con las de la similar Notelaea longifolia la cuáles son más irregulares y menos fáciles de ver.
Las hojas miden de 6 a 16 cm de largo, de 2 a 4 cm de ancho, de forma lanceolada a lanceolada ovada. El tallo de la hoja mide de 5 a 15 mm de largo. Los puntitos aceitosos presentes pero difíciles de distinguir.

### Flores y fruto
Flores blancas verdosas o amarillas se forman entre octubre y diciembre en racimos. Los racimos miden de 1 a 3 cm de largo con cinco a nueve flores. El fruto madura de abril a septiembre, pero también en cualquier época del año. Es una drupa carnosa azul o negra de 10 a 15 mm de largo con una sola semilla, de 8 a 12 mm de largo. La regeneración desde la semilla es lenta.